# Ethatractus
Ethatractus is een geslacht van wantsen uit de familie van de Miridae (Blindwantsen). Het geslacht werd voor het eerst wetenschappelijk beschreven door Linnavuori in 1975.

## Soorten
Het genus bevat de volgende soorten:

- Ethatractus brevicornis Linnavuori, 1993
- Ethatractus planicornis Linnavuori, 1975
- Ethatractus schuhi Linnavuori, 1993